# Böhönye megállóhely
Böhönye megállóhely egy megszűnt Somogy vármegyei vasúti megállóhely a Somogyszob–Balatonszentgyörgy-vasútvonalon, Böhönye településen. A belterület keleti részén helyezkedik el, közúti elérését a 61-es főútból észak felé kiágazó 67 302-es számú mellékút (települési nevén Vörösmarty utca) biztosítja.
2009. december 13-án a vasútvonalon a személyszállítás megszűnt. Balatonszentgyörgytől idáig van teherforgalom, míg a vonal többi szakaszát a 2020-as villámárvíz miatt kizárták a forgalomból[forrás?]

## Vasútvonalak
A megállóhelyet az alábbi vasútvonalak érintik:
- Somogyszob–Balatonszentgyörgy-vasútvonal

## Kapcsolódó állomások
A megállóhelyhez az alábbi állomások vannak a legközelebb:
- Felsőbogátpuszta megállóhely (Somogyszob vasútállomás, Somogyszob–Balatonszentgyörgy-vasútvonal)
- Mesztegnyő megállóhely (Balatonszentgyörgy vasútállomás, Somogyszob–Balatonszentgyörgy-vasútvonal)